# Boolesches Retrieval
Boolesches Retrieval (nach George Boole) ist eine einfache Form des Information Retrieval, bei der die Wörter einer Suchanfrage mit Booleschen Operatoren (UND, ODER, NICHT) verknüpft werden. 
Die Dokumente in einem Information Retrieval-System mit Booleschem Retrieval werden beim Indexieren auf einfache Mengen von Wörtern (Indexterme) abgebildet. Es findet also keine Gewichtung der einzelnen Indexterme statt, wie es beispielsweise beim Vektorraum-Retrieval der Fall ist. Bei einer Suchanfrage werden alle Dokumente zurückgeliefert, die eine gesuchte Kombination von Wörtern enthalten. 
Ein Ranking der Ergebnismenge findet nicht statt. Boolesches Retrieval ist relativ einfach zu implementieren und wurde bereits in den 1950er Jahren mit dem Uniterm-System angewandt. Die Suche setzt jedoch beim Benutzer Kenntnis der Suchbegriffe voraus, weshalb die Methode eher in Verbindung mit kontrollierter Indexierung und/oder in Verbindung mit geeigneten Benutzeroberflächen (zum Beispiel Drilldown) angewandt wird. 
Viele Suchmaschinen mit ausgefeilteren Retrievalmethoden bieten zusätzlich Boolesche Operatoren an.
Erweiterungen des Booleschen Retrievals sind das Fuzzy-Retrieval und das Erweiterte Boolesche Retrieval.